# Cutting edge
Cutting edge (カッティング・エッジ?) es un sello discográfico que existe al interior de Avex, fundado originalmente en diciembre de 1993 inicialmente con el nombre de Avex D&D, y en 1997 cambió al nombre que mantiene hasta el día de hoy. Dentro de este sello se lanza principalmente música alternativa, y alberga a artistas que no tienen un éxito particularmente excesivo.
Dentro de cutting edge existen otros subsellos, como motorod y JUNK MUSEUM.

## Artistas
- Yuko Ando (安藤裕子)
- Suirei (翠玲)
- Harenchi Punch (ハレンチ☆パンチ)
- Deli
- EuroGroove
- Fantastic Plastic Machine (ファンタスティック・プラスティック・マシーン)
- K Dub Shine
- MegaRyu
- Olivia
- ShakkaZombie
- speena
- taeco
- Tokyo ska paradise orchesta
- Towa tei
- Vocaland
- Xbs
- zilch
- Rudebones

### Motorod
- Nanase Aikawa (相川七瀬)
- Janne Da Arc
- Oblivion Dust

### Junk Museum
- The loose dogs (ザ・ルーズドッグス)
- Road Of Major (ロードオブメジャー)

### Nakedrecords
- Aiko Ikuda　(bajo el nombre de イクタ☆アイコ (Ikuda☆Aiko), en avex trax usa su nombre real).

### Otros
- Monkey Majik

- Datos: Q3266796